# Tôn giáo và tình dục

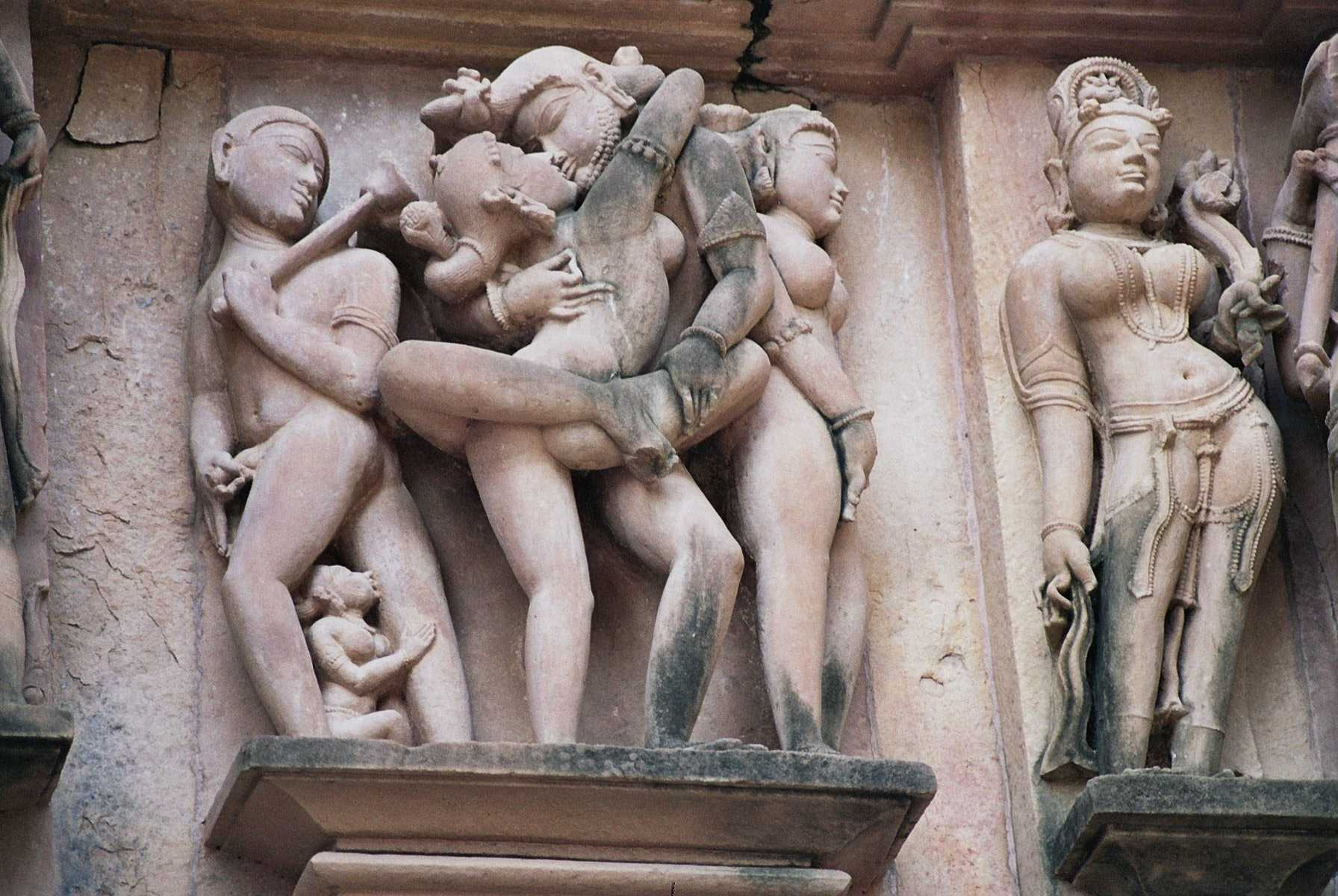
Tác phẩm điêu khắc khiêu dâm tại khu di tích đền Khajuraho, Ấn Độ.

Quan điểm của các tôn giáo và tín đồ tôn giáo rất đa dạng, từ việc cho tình dục có một ý nghĩa khá tiêu cực đến việc tin rằng tình dục là biểu hiện cao nhất của sự thiêng liêng. Một số tôn giáo phân biệt giữa các hoạt động tình dục được thực hiện để sinh sản (đôi khi chỉ được phép khi ở trong tình trạng hôn nhân chính thức và ở một độ tuổi nhất định), và các hoạt động khác được thực hiện vì niềm vui tình dục, là vô đạo đức.

## Tổng quan
Đạo đức tình dục đã thay đổi rất nhiều theo thời gian và giữa các nền văn hóa. Các chuẩn mực tình dục của một xã hội Tiêu chuẩn về hành vi tình dục có thể được liên kết với niềm tin tôn giáo, hoặc các điều kiện xã hội và môi trường, hoặc tất cả những điều này. Tình dục và sinh sản là những yếu tố cơ bản trong tương tác của con người và xã hội trên toàn thế giới. Hơn nữa, "hạn chế tình dục" là một trong những văn hóa phổ cập của văn hóa đặc thù đối với tất cả các xã hội loài người.
Theo đó, hầu hết các tôn giáo đã thấy cần phải giải quyết câu hỏi về vai trò "đúng đắn" đối với tình dục trong các tương tác của con người. Các tôn giáo khác nhau có các quy tắc đạo đức tình dục khác nhau, quy định hoạt động tình dục hoặc gán các giá trị quy phạm cho các hành động hoặc suy nghĩ mang tính tình dục nhất định. Mỗi tôn giáo lớn đã phát triển các quy tắc đạo đức bao gồm các vấn đề về tình dục, đạo đức, đạo đức học, v.v. Các quy tắc đạo đức này tìm cách điều chỉnh các tình huống có thể làm tăng hứng thú tình dục và ảnh hưởng đến các hoạt động và thực hành tình dục của mọi người.

## Tín ngưỡng Abraham

### Đạo Baha'i
Trong đức tin Bahá'í, các mối quan hệ tình dục chỉ được phép giữa một người chồng và người vợ. Bahá'u'lláh, người sáng lập Tín ngưỡng Bahá'í, cấm quan hệ tình dục ngoài hôn nhân trong cuốn sách luật của mình, Kitáb-i-Aqdas. Sự hiểu biết của Baha'i về tình dục là sự trong trắng nên được cả hai giới thực hiện trước khi kết hôn vì nó đáng khen về mặt đạo đức và nó dẫn đến một cuộc sống hôn nhân hạnh phúc và thành công. Tín ngưỡng Bahá'í thừa nhận giá trị của sự thúc đẩy tình dục, nhưng việc sử dụng đúng đắn của nó là trong tổ chức hôn nhân; Baha'is không tin vào sự đàn áp của xung lực tình dục mà vào sự điều tiết và kiểm soát của nó.

### Kitô giáo

#### Tân Ước
Sứ đồ Phao-lô tuyên bố trong 1 Cô-rinh-tô rằng thật tốt cho những người chưa lập gia đình vẫn giữ như vậy, nhưng nếu họ không thể kiểm soát bản thân, họ nên kết hôn, "Đối với những người góa vợ và góa chồng tôi nói rằng họ nên không kết hôn lại như tôi đây. Nhưng nếu họ không tự chủ được, họ nên kết hôn. Vì thà kết hôn còn hơn là đam mê cháy bỏng. "  Điều quan trọng, quan điểm về tình dục của Paul cũng thực sự không cần thiết đối với những người có những khả năng nhất định  (có lẽ là khả năng "độc thân").
Học giả Tân Ước NT Wright khẳng định rằng Paul tuyệt đối cấm gian dâm, bất kể các tập tục văn hóa trước đây của một Cơ đốc giáo mới. Wright lưu ý: "Nếu một người Cô-rinh-tô muốn nói, 'Bởi vì tôi là người Cô-rinh-tô, tôi luôn có một chuỗi bạn gái tôi ngủ cùng, đó là một phần văn hóa của chúng tôi,' Paul sẽ trả lời, 'Không phải bây giờ bạn là Ki tô giáo bạn không được thế. '... Khi ai đó không đồng ý với các quy tắc rõ ràng của Paul về sự vô đạo đức hoặc tranh chấp giận dữ, các vấn đề anh ta giải quyết trong Colossians 3.5-10, anh ta... chắc chắn, như chúng ta thấy rõ trong 1 Cô-rinh-tô 5 và 6. Không có chỗ trong mối tương giao Kitô giáo cho những thực hành như vậy và cho một người như vậy. " 